# 成吉思汗庙
成吉思汗庙是现存的唯一一座纪念成吉思汗的祠庙。座落于内蒙古自治区兴安盟乌兰浩特市罕山上。庙宇始建于1940年，于1944年竣工，坐北朝南，正面呈“山”字型。文革期间旧庙遭破坏，1983年6月政府拨款修复，1987年7月现有建筑完工。 

## 沿革
1930年代，日本军占领王爷庙不久，便在北山坡上兴建了一座神社，称“王爷庙神社”，后改为“兴安神社”。
1940年春，一些蒙古族知识青年提出在王爷庙兴建成吉思汗庙的提议，组建“成吉思汗庙筹建委员会”，推举满洲国兴安局总裁巴特玛拉布坦为会长，兴安陆军军官学校校长甘珠尔扎布、蒙民厚生会理事玛尼巴达喇为副会长。兴安东省、兴安西省行署主任、兴安北省省长以及各旗旗长为会员。据史料记载，凡居住在满洲国境内的蒙古人，每人捐献满洲币5角。兴安总省和兴安北省约有70万蒙古人，共捐款35万元。锦州、热河以及及省外4旗共30万蒙古人，捐款15万元。王公贵族以及高层活佛、喇嘛等共捐款15万元。东蒙古地区官员、职工、学生捐款15万元。蒙疆联合自治政府德穆楚克栋鲁普王爷派松津旺楚克前来祝贺，并捐款15万元。蒙民厚生会捐款15万元。捐款累积总额达到了100万元满洲币。其间，成吉思汗庙筹建委员会的玛尼巴达喇还率蒙古族画家耐日勒图等人，专程赴甘肃省兴隆山成吉思汗“八白室”访问，并依其建筑风格设计了蓝图。1941年5月5日，工程开工奠基，1944年10月10日竣工。
竣工当天，在王爷庙街举办了万人参加的落成典礼。大会邀请了省内外四旗各界人士出席大会，王爷庙街的全部机关、团体、学校参加，农牧民来参加者也不少。大会还举办了那达慕大会，其中包括赛马、搏克、射箭比赛及蒙古象棋比赛，还有蒙古说书、蒙古剧、文艺表演等等。大会一共举办了3天。

## 建筑结构
成吉思汗庙至今仍屹立在罕山山顶。庙的外观独具蒙古族特色。寺庙主殿呈『山』字型轮廓，正殿高达28米，东西两侧是高16.62米的偏殿，建筑面积322平方米，建筑上体圆顶方身、中轴对称，大殿正中的大理石台基上座落着高2.8米、重2.6吨的成吉思汗鎏金铜铸坐像，两旁陈列元代兵器，东西偏殿陈列元代服饰、书简、器皿。各殿天花板上绘有蒙古族文化图案，墙壁上则是记录成吉思汗丰功伟绩的大幅壁画。主殿门外面的圆顶中央悬一块蓝色匾额，以蒙古文、汉文写着“成吉思汗庙”。